# Château de Chantepie
Le château de Chantepie est un édifice situé à Thubœuf, en France.

## Localisation
Le monument est situé dans le département français de la Mayenne, à 1,5 km au nord-est du bourg de Thubœuf.

## Architecture

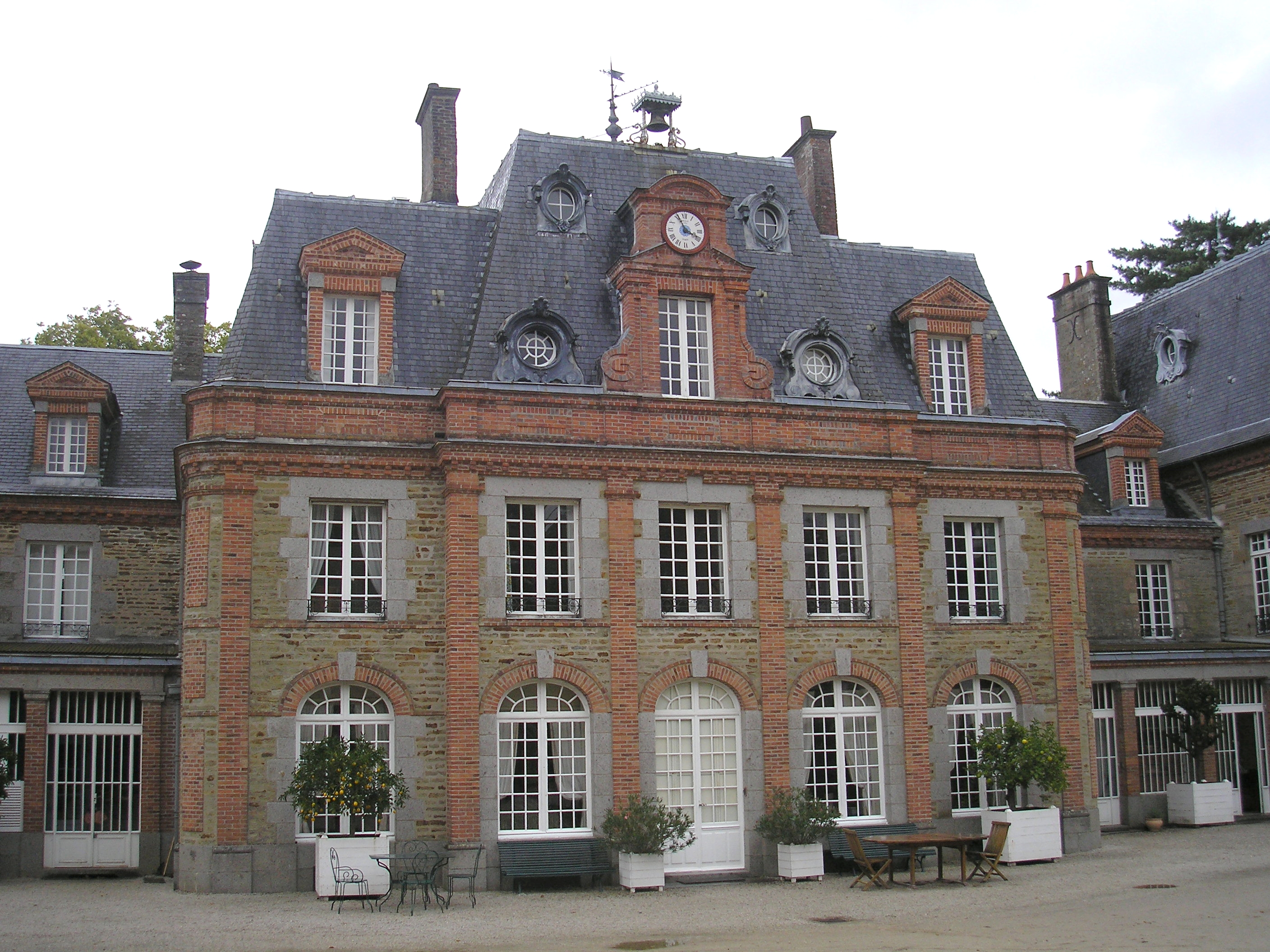
La façade sud.

Les façades et les toitures du château et de ses communs sont inscrites au titre des monuments historiques depuis le 29 décembre 1986.